# Saint-Plantaire
Saint-Plantaire település Franciaországban, Indre megyében. Lakosainak száma 602 fő (2022. január 1.). Saint-Plantaire Crozant, Fresselines, Cuzion, Éguzon-Chantôme, Gargilesse-Dampierre, Lourdoueix-Saint-Michel és Orsennes községekkel határos.

## Népesség
A település népessége az elmúlt években az alábbi módon változott:
| Lakosok száma | 891  | 680  | 605  | 552  | 561  | 584  | 616  | 611  | 606  | 602  |
|               | 1968 | 1982 | 1990 | 2006 | 2013 | 2015 | 2017 | 2019 | 2020 | 2022 |